# Craig (Colorado)
Craig es una ciudad ubicada en el condado de Moffat en el estado estadounidense de Colorado. En el Censo de 2010 tenía una población de 9464 habitantes y una densidad poblacional de 711,6 personas por km².

## Geografía
Craig se encuentra ubicada en las coordenadas 40°31′1″N 107°33′20″O / 40.51694, -107.55556. Según la Oficina del Censo de los Estados Unidos, Craig tiene una superficie total de 13.3 km², de la cual 13.3 km² corresponden a tierra firme y (0%) 0 km² es agua.

## Demografía
Según el censo de 2010, había 9464 personas residiendo en Craig. La densidad de población era de 711,6 hab./km². De los 9464 habitantes, Craig estaba compuesto por el 88.82% blancos, el 0.3% eran afroamericanos, el 0.89% eran amerindios, el 0.58% eran asiáticos, el 0.07% eran isleños del Pacífico, el 6.96% eran de otras razas y el 2.38% pertenecían a dos o más razas. Del total de la población el 17.45% eran hispanos o latinos de cualquier raza.